# If You’re Feeling Sinister
If You’re Feeling Sinister ist das zweite Studioalbum der schottischen Popgruppe Belle and Sebastian. Es erschien 1996 auf dem Indie-Label Jeepster Records. Das Album fuhr überwiegend positive Kritiken ein und wird inzwischen als Klassiker des Indie-Pop-Genres angesehen, so dass es eine große Fangemeinde gewinnen konnte und in verschiedenen Bestenlisten vertreten ist.

## Hintergründe
Der Bandleader Stuart Murdoch sagte in Interviews, dass dies wahrscheinlich sein bestes Album sei, obwohl es nicht sehr gut aufgenommen wurde. 2005 veröffentlichte die Band eine Live-Version des Albums namens If You’re Feeling Sinister: Live at the Barbican via den iTunes Store. Dies tat die Band, um eine besser aufgenommene Version des Albums anbieten zu können.
Das Albumcover zeigt ein rotstichiges Foto, auf der eine melancholisch im Bett liegende Frau zu sehen ist. Neben ihr liegt ein Exemplar des Romans The Trial von Franz Kafka.
Das Album wurde in Großbritannien von Jeepster Recordings auf den Markt gebracht. In Europa übernahm die EMI-Tochterfirma Delabel den Vertrieb, in Nordamerika zunächst das EMI-Label The Enclave und ab 1998 Matador Records.

## Titelliste
Alle Songs stammen aus der Feder von Stuart Murdoch.
1. The Stars of Track and Field – 4:48
2. Seeing Other People – 3:48
3. Me and the Major – 3:51
4. Like Dylan and the Movies – 4:14
5. The Fox and the Snow – 4:11
6. Get Me Away from Here, I’m Dying – 3:25
7. If You’re Feeling Sinister – 5:21
8. Mayfly – 3:42
9. The Boy Done Wrong Again – 4:17
10. Judy and the Dream of Horses – 3:40

## Rezeption
If You’re Feeling Sinister gilt als eines der angesehensten Alben der 1990er Jahre. Das Magazin Rolling Stone wählte es auf Platz 75 der 100 besten Alben des Jahrzehnts, zudem erreichte es 2020 Platz 481 der 500 besten Alben aller Zeiten.
In der Auswahl der 500 besten Alben aller Zeiten von New Musical Express belegt das Album Platz 113.
Pitchfork führt If You’re Feeling Sinister auf Platz 14 der 100 besten Alben der 1990er Jahre.
Spin wählte es auf Platz 65 der 300 besten Alben aus dem Zeitraum 1985 bis 2014.
If You’re Feeling Sinister wurde in die 1001 Albums You Must Hear Before You Die aufgenommen.
Der Kritiker Joachim Henn schrieb im deutschen Intro-Magazin:

„Idem für das Sortiment an Instrumenten, aus dem sie sich neben der begleitenden Gitarre zwar reichhaltig (Piano und weitere Tasteninstrumente, Mundharmonika, Bläser, Streicher, Flöten, Geräusche von spielenden Kindern), aber auf sparsame Weise bedienen, gerade so, daß diese durchgehend luftige Instandhaltung kleine Nuancen setzt für Songs, die eine eigenartige Magie in den Raum werfen, der man sich nur schwer entziehen kann. Hier werden Melodien, Harmonien neu erfunden mit einem Enthusiasmus und einer Frische, daß der retrograde Ausdruck, dem man dem Ganzen vorhalten könnte, schlicht weggeblasen wird.“